# 山本重信 (浮世絵師)
山本 重信（やまもと しげのぶ、生没年不詳）とは、江戸時代の浮世絵師。

## 来歴
師系・経歴不明。『浮世絵師便覧』によれば作画期は安永の頃とされ、「草双紙の作あり」とするが、作についても明らかではない。